# シヤフ・チャン・カウィール1世
シヤフ・チャン・カウィール1世(SIYAJCHAN [K'AWI:L] CHAK-ICH'K?)は、マヤ・ティカル王朝第11代の王。

## 経歴
シヤフ・チャン・カウィール1世は、先代の王「動物の頭飾り」と王妃「頭蓋骨」の間に生まれた。307年頃に即位したとみられ、エル・エンカント遺跡の石碑1がモニュメントとして残っている。